# Parroquia Buria
La Parroquia Buria es una de las tres parroquias que conforman el Municipio Planas, ubicada en el estado Lara, Venezuela. Se encuentra al este de la ciudad de Sarare, a aproximadamente 25 kilómetros de distancia. La parroquia abarca una superficie de 520 km² y cuenta con una población de alrededor de 7.708 habitantes. 

## Historia
Según algunos registros históricos, la población original de Buría data de 1551, cuando el gobernador Juan de Villegas la fundó a las márgenes del río que lleva el mismo nombre, en un sector que llamaron de San Pedro, con el nombre de Real de Minas de San Felipe de Buría. Posteriormente Villegas fundó la Nueva Segovia, pues la primera población le pareció demasiado alejada de El Tocuyo. Después de la rebelión del Negro Miguel, el pueblo quedó abandonado, hasta 1772, cuando padres Misioneros volvieron a poblarlo con indios taparitas y guaricos. Para 1779 Buría tenía unas setenta y tres casas y 453 habitantes.

## Geografía
La Parroquia Buria se localiza en la zona oriental del Municipio Simón Planas. Es completamente rural y representa la zona más alejada del casco urbano del Municipio Planas. Es la parroquia más extensa del municipio, ocupando un 46,89% del territorio total con aproximadamente 520 kilómetros cuadrados. A pesar de su gran tamaño, concentra alrededor del 22,21% de la población total del municipio. Municipio Planas.

## Demografía
- Población total y densidad.

- Características demográficas generales (composición étnica, etc.) - si hay información disponible.

## Toponimia
El nombre de la parroquia proviene de Miguel de Buría, un esclavo afrovenezolano del siglo XVII que jugó un papel importante en el descubrimiento de oro en las riberas del río Buría, actualmente ubicado en el estado Yaracuy. En su honor, la plaza principal del sector "El Cuadrado" dentro de la parroquia lleva su nombre, "Negro Miguel".

## Economía
Debido a su naturaleza rural, la economía de la Parroquia Buria se basa principalmente en las actividades agrícolas y la cría de ganado.

## Cultura
La parroquia conserva tradiciones y manifestaciones culturales propias de las zonas rurales venezolanas. Las fiestas patronales, el culto a figuras religiosas y el joropo venezolano son expresiones culturales comunes en la región.

### Procesión de la Virgen del Carmen
Esta manifestación religiosa se celebra cada 16 de julio, coincidiendo con el día de Nuestra Señora del Carmen, patrona de Buría. En Manzanita, la tradición se retomó en 1994. La devoción por la Virgen del Carmen se remonta al año 1722, cuando los frailes capuchinos fundaron la misión Nuestra Señora del Carmen.

#### Preparación de la procesión
La organización de la procesión implica diversas etapas:
- Compra de flores: Las familias de la comunidad se encargan de adquirir las flores que adornarán la imagen de la Virgen.

- Decoración de las carrozas: Se engalanan carrozas que acompañarán a la Virgen durante su recorrido.

- Coordinación de jinetes y caballos: Se organiza la participación de jinetes y caballos que escoltarán a la Virgen.

- Preparación del sonido: Se instalan equipos de sonido y megáfonos para la reproducción de cantos, alabanzas y la participación de grupos musicales.

#### Recorrido de la procesión
La procesión se inicia en el templo Nuestra Señora del Carmen de Buría, bajo la dirección de las hermanas misioneras auxiliares del Sagrado Corazón. Recorre los sectores Manzanita 1, 2 y 3, para luego regresar al templo.

#### Significado de la procesión
Esta ceremonia religiosa constituye un importante punto de encuentro para la comunidad, uniéndola en torno a la devoción compartida por la Virgen del Carmen.

### Los Locos de Buría
Esta festividad popular, arraigada en la comunidad desde hace aproximadamente treinta y tres años, se celebra cada 28 de diciembre para conmemorar el Día de los Santos Inocentes. Inspirada en la Zaragoza sanareña, se introdujo en el sector Manzanita gracias a los fundadores de este asentamiento campesino en Buría, provenientes de Sanare en 1971. Esta manifestación cultural reúne a un grupo de personas que se disfrazan para mantener el anonimato. El sonido del cacho de vaca o toro anuncia el inicio y recorrido de la parranda de Los Locos. Los integrantes, desde muy temprano, recorren el pueblo visitando las casas, donde solicitan colaboración en efectivo o ingredientes para la elaboración del sancocho que se prepara al final del día.
Los trajes de Los Locos se confeccionan con ropa vieja a la que se le cosen tiras de telas de colores brillantes adornadas con cascabeles en las puntas, creando un efecto llamativo. Estos trajes son diseñados por los mismos participantes, quienes se esmeran en su elaboración, ya que al final se premia al mejor disfraz. Además de este atuendo, los participantes cubren sus rostros con máscaras elaboradas con materiales reciclados como papel, periódico, cartón, pintura y telas. Con estas máscaras representan diversas emociones, como tristeza, alegría, miedo o asombro.
Según las creencias populares, esta festividad sirve como desagravio a los Santos Inocentes que fueron masacrados por orden de Herodes. Se dice que quienes comienzan a participar en ella deben hacerlo por siete años consecutivos, ya que de no ser así, la mala suerte les acompañará. Esta actividad une a la comunidad en un esfuerzo por mantener vivas las costumbres de estos pueblos.

### Velorio a la Cruz de Mayo
Esta festividad se celebra cada 3 de mayo, y durante todo el mes se realizan actos conmemorativos en honor a la Cruz de Mayo. Las cruces se decoran con flores y papeles de diversos colores. Ya adornadas, se colocan en lugares públicos para que las personas puedan poner sus ofrendas al pie de la cruz. Desde muy temprano y hasta tarde en la noche se lleva a cabo el Velorio de Cruz. La música de este ritual está compuesta por cantos de galerones y fulías, acompañados de cuatro, guitarra, bandola oriental, maracas y tambor cuadrado.
El símbolo de la cruz cristiana coincide con algunas creencias indígenas, en las cuales esta representa el "madero sagrado", que simboliza el árbol de la vida, de las flores y de las frutas. Los creyentes manifiestan alegría ante la cruz, como una manera simbólica de desclavarle a Cristo el dolor de su crucifixión.

## Lugares de Interés[2]

### Templo de Nuestra Señora del Carmen
Este templo fue construido en 1997 y sustituye a una pequeña capilla del mismo nombre que se erigió en el año 1987. Su planta es octogonal y posee una única nave con sacristía. Sus muros están elaborados con ladrillo cocido y el piso es de cerámica. La cubierta se compone de tejas. Cuenta con una puerta principal y dos laterales, además de dieciséis vanos de ventana rematados en arcos. El 16 de julio de 1997, fue consagrada por monseñor Tulio Manuel Chirivella, Arzobispo de Barquisimeto. A pesar de ser una construcción relativamente reciente, la comunidad de Manzanita la siente como parte de su patrimonio y la considera una herencia para las próximas generaciones.

### Población de Manzanita
Capital de la parroquia Buría del Municipio Simón Planas. Fundada en el año 1949. De acuerdo con los relatos de sus habitantes más antiguos, la actual población de Manzanita era un lugar de descanso en el trayecto entre las montañas de Nirgua y Yaritagua, donde los pobladores se detenían para aprovisionarse de productos. En 1960, los campesinos comenzaron a ser propietarios de las tierras que ocupaban, y fue en ese entonces que se le dio el nombre de Manzanita, debido a la abundancia de plantas en el lugar cuyos frutos se asemejaban a pequeñas manzanas. En 1967, se conformó el asentamiento campesino Manzanita-Buría de Londres. Para el año 1971, un grupo de veintiocho familias provenientes de Sarare, Estado Lara, se incorporaron al desarrollo agrícola y pecuario de la zona.

#### Plaza Bolívar de Manzanita
La Plaza Bolívar de Manzanita es un sitio urbano en el centro de la cual se encuentra un pedestal de concreto en forma octagonal cubierto con caicos. A este convergen cuatro caminerías de cemento. Está rodeado por bancos, postes de iluminación y variada vegetación que incluye grandes árboles que llenan de sombra al lugar. En el centro del pedestal hay un busto del libertador Simón Bolívar, que se encuentra sobre tres escalones cubiertos con baldosas negras.

#### Escuela Bolivariana "Profesor Otilio Gallardo"
La planta física fue construida en 1960, en su primera etapa. Ha sido ampliada en varias oportunidades. Cuenta con doce salones de clases, una cocina, una biblioteca, un laboratorio, dos depósitos, una oficina de dirección. Su estructura es metálica, paredes de bloques, piso de cemento, techo de acerolit y de tejas. Sus orígenes como centro educacional se remontan hacia 1952, cuando se impartía clases a adultos para su alfabetización, en una casa de bahareque. En 1963 se recibe una donación de un terreno donde se construyeron dos aulas. En 1968 pasa a ser Escuela Concentrada. En 1979 Escuela graduada y es designado como director al profesor Azuaje. Otros directores fueron el profesor José A. Mendoza, Profesor Ricardo Briceño, Profesor Juan Aposto,  Profesora Amery A y actualmente esta la Profesora Yormaris Pineda.

### Quebrada Honda
Sitio natural y zona de atractivo turístico. Es una fuente de agua que permite el desarrollo agropecuario, y surte de agua a la comunidad, la cual resulta vital para sus faenas diarias. La población colabora en su mantenimiento y reconoce los valores naturales del lugar.

### Capilla El Chorro
Es una edificación religiosa de una sola nave con sacristía, su estructura metálica es de vigas doble "T" con paredes de bloque. Las laterales tienen forma de zig-zag. El piso de la iglesia es de cemento pulido y el techo, a dos aguas, es de láminas. Su construcción data de 1975 y su dimensión es de 20 m x 10 m. Tiene una campana.

### Población de El Merey
Caserío de la parroquia Buría, cuyo origen se cree data del siglo XVIII. Su nombre se debe a la presencia en el lugar de abundantes plantas de merey. Su economía se basa principalmente en la agricultura, destacándose el cultivo de maíz y  caña de azúcar. Entre sus tradiciones está El baile de Las Turas, y velorio de cruz. Su población está conformada por unas 300 familias. Cuenta con un dispensario, escuela y capilla. La vegetación es baja y el clima cálido.

### La Churuata
Es una estructura metálica con techo piramidal y piso de cemento rústico. Consta de cuatro salones y espacio central donde los alumnos de la  Escuela Bolivariana "Simón Bolívar" disfrutan los recesos. Construida presumiblemente en 1976, fue diseñada por el Arquitecto Fruto Vivas. Es una pieza arquitectónica valiosa para comunidad, por su estilo y el prestigio de su diseñador.